# 拉纳
拉纳（義大利語：Lana），是意大利北部南蒂罗尔的一个市镇，位于其省会博尔扎诺与梅拉诺之间。总面积36平方公里，人口11120人，人口密度308.9人/平方公里（2009年）。ISTAT代码为021041。

## 历史
20世纪初意大利政府推行了城市重命名程序，目標是把多數的德語地名改為意大利語化版本。拉纳是意大利北部南蒂罗尔三个幸免改名的市镇之一，其他兩個為盖斯與普劳斯。

### 紋章
拉纳1967年採用新徽章。盾形徽章的背景为银底色的黑色条顿骑士团十字，前景为一只红色狮子。狮子是取自布兰迪斯伯爵的徽章，布兰迪斯伯爵於拉纳的发展中扮演了舉足輕重的角色。

## 社会

### 语言分布
根据2011年的人口普查，91.84％的拉纳人口第一語言是德语，7.90％是意大利语，0.26％是拉登语。

### 人口演变
參考來源：

## 名人
- 约瑟夫神父（英语：Joseph Ohrwalder） （1856年在拉纳誕生 -  1913年在苏丹過世）：一名罗马天主教神父，被苏丹的马赫德派俘虏[8][9]
- 罗伯特·沙尔茨基（英语：Robert Schälzky） （1882年 -  1948年）：第61代条顿骑士团大团长（1936年至1948年）；于拉纳逝世[10][11]
- 汉斯·安德萨格（英语：Hans Andersag） （1902年至1955年）：发现氯喹的化學家[12][13]
- 阿明·策格勒（生于1974年）：已引退的世界冠军，两次获得奥运金牌，现居拉纳[14]

## 经济

### 旅游業
拉纳是一个村庄，分为三个部分：上拉纳、中拉纳和下拉纳。拉纳是一个受欢迎的旅游景点，村庄提供网球、足球、高尔夫、迷你高尔夫、滑冰等休閒活動。在夏季，当地人和游客都喜欢游泳、远足、骑自行车。村庄里拥有完善的自行车道网络。